# Station Shireoaks
Shireoaks is een spoorwegstation van National Rail in Shireoaks, Bassetlaw in Engeland. Het station is eigendom van Network Rail en wordt beheerd door Northern Rail. Het station is geopend in 1849.